# Alex North
Alex North (Chester, Pensilvânia, 4 de dezembro de 1910 - Los Angeles, 8 de setembro de 1991) foi um compositor norte-americano de músicas de filmes.
Ele fez a composição musical dos filmes: Um Eléctrico Chamado Desejo (1951), Spartacus (1960) e Cleopatra (1963).
Juntamente com Hy Zaret (letras), ele criou o tema Unchained Melody para o filme Unchained, grande sucesso do século XX e que foi usada no filme Ghost (1990).
Alex North trabalhou com cineastas tais como: John Huston, Elia Kazan, Daniel Mann, Sidney Lumet mas a sua composição para 2001: Odisseia no Espaço (1968) de Stanley Kubrick foi rejeitada pelo realizador.

## Filmografia

### Cinema

#### Anos 1950
- 1951 : The 13th Letter de Otto Preminger
- 1951 : Um Eléctrico Chamado Desejo (A Streetcar Named Desire) de Elia Kazan
- 1951 : A Morte de um Caixeiro Viajante (Death of a Salesman) de Arthur Miller
- 1952 : Viva Zapata! de Elia Kazan
- 1952 : Os Miseráveis (Les Misérables) de Lewis Milestone
- 1952 : Pony Soldier de Joseph M. Newman
- 1952 : The Member of the Wedding de Fred Zinnemann
- 1953 : The American Road de George C. Stoney
- 1954 : Go, Man, Go! de James Wong Howe
- 1954 : Désirée de Henry Koster
- 1955 : The Racers de Henry Hathaway
- 1955 : Man with the Gun de Richard Wilson
- 1955 : Unchained de Hall Bartlett
- 1955 : A Rosa Tatuada (The Rose Tattoo) de Daniel Mann
- 1955 : I'll Cry Tomorrow de Daniel Mann
- 1956 : A Tara Maldita (The Bad Seed) de Mervyn LeRoy
- 1956 : Lágrimas do Céu (The Rainmaker) de Joseph Anthony
- 1956 : Um Rei e Quatro Rainhas / Esse Homem É Meu (The King and Four Queens) de Raoul Walsh
- 1957 : Four Girls in Town de Jack Sher
- 1957 : Despedida de Solteiro (The Bachelor Party) de Delbert Mann
- 1958 : Lágrimas da Ribalta / Quando o Espetáculo Termina (Stage Struck) de Sidney Lumet
- 1958 : South Seas Adventure de Francis D. Lyon, Walter Thompson, Carl Dudley, Richard Goldstone e Basil Wrangell
- 1958 : Quando vem a tormenta (Hot Spell) de Daniel Mann
- 1959 : The Sound and the Fury de Martin Ritt
- 1959 : Terra maravilhosa (The Wonderful Country) de Robert Parrish